# Ura (naprava)
Ura je  mehanska naprava, ki meri in prikazuje čas, običajno na številčnici ali z digitalnim zapisom s številkami. Natančnejše ure imenujemo kronometer. Včasih so uporabljali peščene, mehanske in sončne ure, danes pa se v glavnem uporabljajo ure, ki izkoriščajo visokofrekvenčne mikroskopske pojave. Z urami se ukvarja horologija.

## Zgodovina
Ura je ena od najstarejših človeških izumov. Prvo pristno omembo sončne ure zasledimo leta 742 pr. n. št. Vitruvij je poročal, da so stari Egipčani uporabljali klepsidro, časovni mehanizem na vodni pogon. Klepsidro, izboljšano različico priljubljene vodne ure, je izdelal grški izumitelj in matematik Ktezibij iz Aleksandrije leta 270 pr. n. št. Zgodovinarji si niso enotni, ali mehanizem z Antikitere, ki so ga leta 1900 odkrili v ladijski razbitini približno 43 m globoko pri grškem otoku Antikitera med Kitero in Kreto, predstavlja zgodnjo mehansko uro. Mehanizem naj bi nastal okoli leta 87 pr. n. št.

### Sončna in senčna ura
Na južni strani hiše so v zid vzidali poševno navzdol nagnjeno palico. Pod palico so na steno narisali številčnico. Ker je palica metala senco na številčnico, so lahko tako brez težav odčitavali čas. Te ure niso delovale ob oblačnih dneh. Takrat pa so uporabljali druge metode za merjenje časa. Še danes lahko na nekaterih hišah zasledimo sončno uro. Nekatere sončne ure so bile tudi prenosne.

### Peščena ura
Peščena ura je priprava za merjenje časa v obliki steklene, okrogle in v sredini zelo stisnjene posode, v kateri se droben pesek v določenem času pretoči iz zgornjega dela skozi ozko grlo v spodnji del. Peščene ure so uporabljali ponoči ali ob oblačnem vremenu. Ob sončnih dneh so večinoma uporabljali sončne ure. Peščene ure so najbrž uporabljali že v srednjem veku okrog leta 1300. Te ure še danes uporabljamo (npr. za kuhanje jajc).

### Stolpna ura
V zvonikih nekaterih cerkva so nameščene t.i. stolpne ure, ki poleg prikaza časa ponekod čas uprizarjajo tudi z bitjem zvonov.